# Łeonard Żuta
Łeonard Żuta (mac. Леонард Жута, ur. 9 sierpnia 1992 w Göteborgu) – macedoński piłkarz grający na pozycji lewego obrońcy. Od 2015 jest zawodnikiem klubu HNK Rijeka.

## Kariera piłkarska
Swoją karierę piłkarską Żuta rozpoczął w klubie Västra Frölunda IF. W 2010 roku podjął treningi w klubie BK Häcken. W 2012 roku awansował do pierwszej drużyny. 12 kwietnia 2012 zadebiutował w niej w szwedzkiej lidze w wygranym 4:2 domowym meczu z Mjällby AIF. W debiutanckim sezonie wywalczył wicemistrzostwo Szwecji. W BK Häcken grał do 2015 roku.
W sierpniu 2015 Żuta podpisał trzyletni kontrakt z HNK Rijeka. W chorwackiej pierwszej lidze zadebiutował 19 września 2015 w zremisowanym 0:0 domowym meczu z Interem Zaprešić. W sezonie 2015/2016 wywalczył z Rijeką wicemistrzostwo Chorwacji. W kolejnym sezonie jego zespół zdobył mistrzostwo kraju.
| Sezon   | Klub       | Kraj      | Rozgrywki   | Mecze | Gole |
| ------- | ---------- | --------- | ----------- | ----- | ---- |
| 2012    | BK Häcken  | Szwecja   | Allsvenskan | 1     | 0    |
| 2013    | BK Häcken  | Szwecja   | Allsvenskan | 16    | 0    |
| 2014    | BK Häcken  | Szwecja   | Allsvenskan | 19    | 0    |
| 2015    | BK Häcken  | Szwecja   | Allsvenskan | 21    | 0    |
| 2015/16 | HNK Rijeka | Chorwacja | Prva liga   | 26    | 0    |
| 2016/17 | HNK Rijeka | Chorwacja | Prva liga   | 35    | 0    |
| 2017/18 | HNK Rijeka | Chorwacja | Prva liga   | 19    | 0    |

(aktualne na dzień 24 grudnia 2017)

## Kariera reprezentacyjna
W reprezentacji Macedonii Żuta zadebiutował 14 czerwca 2015 roku w wygranym 1:2 meczu eliminacji do Euro 2016 ze Słowacją, rozegranym w Żylinie.